# Introducing Dionne Bromfield
Introducing Dionne Bromfield è il primo album in studio della cantante inglese Dionne Bromfield.

## Tracce
1. Tell Him
2. Mama Said
3. Foolish Little Girl
4. My Boy Lollipop
5. Beachwood 45789
6. Two Can Have A Party
7. He's So Fine
8. With A Child's Heart
9. Until You Come Back To Me
10. Ain't No Mountain High Enough
11. Am I The Same Girl
12. Oh Henry

## Classifiche
| Chart (2009)          | Peak position |
| --------------------- | ------------- |
| Official Albums Chart | 33            |

## Pubblicazione
| Region      | Date            | Label                            | Format               |
| ----------- | --------------- | -------------------------------- | -------------------- |
| Regno Unito | 12 ottobre 2012 | Lioness Records / Island Records | CD, Digital Download |
| Brasile     | 9 gennaio 2012  | Universal Records                | CD, Digital Download |